# Csém
Pour les articles homonymes, voir CSEM.
Csém est un village et une commune du comitat de Komárom-Esztergom en Hongrie.